# Ryan Tunnicliffe
Ryan Tunnicliffe (Heywood, Anglia, 1992. december 30. –) angol labdarúgó, a Portsmouth játékosa.

## Pályafutása

### Manchester United
Tunnicliffe egy szülővárosához közeli csapatban, a Roach Dynamosban kezdett el futballozni, kilencéves korában figyelt fel rá a Manchester United. Bekerült a csapat ifiakadémiájára, majd 2009 júliusában megkapta első ifiszerződését, majd nem sokkal később első profi kontraktusát is aláírhatta. Tagja volt annak az akadémiai csapatnak, mely 2011-ben megnyerte az FA Youth Cupot.
2011. július 1-jén a Vörös Ördögök csapattársával, Scott Woottonnal együtt félévre kölcsönadták a Peterborough Unitednek. Augusztus 6-án, a szezon első meccsén, a Crystal Palace ellen mutatkozott be, amikor a 87. percben csereként váltotta Lee Frecklingtont. Egy Stevenage elleni Ligakupa-meccsen volt először kezdő, az első gól előtt ő adta a gólpasszt David Ballnak. A Peterborough-ban 26 bajnokin lépett pályára, mielőtt 2012 februárjában visszatért volna a Manchester Unitedhez.

## Válogatott
Tunnicliffe 2007 októberében, 14 évesen, csapatkapitányként mutatkozott be az U16-os angol válogatottban, Észak-Írország ellen. Később további hét mérkőzésen játszott az U16-os csapatban. 2008 augusztusában, Portugália ellen az U17-es válogatottban is pályára léphetett. Részt vett a 2009-es U17-es Eb-n is.

## Fordítás
- Ez a szócikk részben vagy egészben  a   Ryan Tunnicliffe című angol Wikipédia-szócikk fordításán alapul.  Az eredeti cikk szerkesztőit annak laptörténete sorolja fel. Ez a jelzés csupán a megfogalmazás eredetét és a szerzői jogokat jelzi, nem szolgál a cikkben szereplő információk forrásmegjelöléseként.

## Külső hivatkozások
- Ryan Tunnicliffe pályafutásának statisztikái a Soccerbase oldalon (angolul)

- Ryan Tunnicliffe adatlapja a Manchester United honlapján